# 光輪寺 (鳴門市)
光輪寺（こうりんじ）は、徳島県鳴門市瀬戸町北泊にある真言宗智山派の寺院。本尊は不動明王。山号は成田山。

## 歴史
瀬戸内海国立公園内にあって、成田山新勝寺の分院で、成田のお不動さまと親しまれている。
1914年（大正3年）に成田山講社「阿波誠心講」の大黒ヨシノが田山新勝寺御本尊不動明王の御分霊を勧請し、1916年（大正5年）にお堂を建立し祀ったのが始まりである。1977年（昭和52年）に現在の地に堂宇が再建され大本山成田山徳島分院となった。

## 交通
- JR鳴門線「鳴門駅」より車で約20分。
- 神戸淡路鳴門自動車道「鳴門北インターチェンジ」より車で約10分。